# You're Nobody 'til Somebody Loves You
«You’re Nobody ’til Somebody Loves You» es el sencillo promocional del álbum debut homónimo del cantante y compositor inglés James Arthur.

## Antecedentes
En una entrevista concedida a Capital FM, Arthur dijo: «Es uno de esos grandes temas hímnicos que te levantan el ánimo. El resto del álbum es bastante variado». El sencillo comenzó a transmitirse por la misma estación el 9 de septiembre de 2013.

## Vídeo musical
El vídeo oficial de la canción fue dirigido por Emil Nava y muestra a Arthur interpretando la canción en un concierto callejero.

## Lista de canciones
Sencillo en CD
| N.º | Título                                        | Duración |  |
| 1.  | «You’re Nobody ’til Somebody Loves You»       | 3:23     |  |
| 2.  | «Wrecking Ball» (en directo en Radio Hamburg) | 4:04     |  |

Descarga digital, EP
| N.º | Título                                                                  | Duración |  |
| 1.  | «You’re Nobody ’til Somebody Loves You» (Benga & LAXX Remix)            | 3:23     |  |
| 2.  | «You’re Nobody ’til Somebody Loves You» (Raf Riley Remix) (con Lunar C) | 4:05     |  |
| 3.  | «You’re Nobody ’til Somebody Loves You» (Starkillers Radio Edit)        | 3:42     |  |
| 4.  | «You’re Nobody ’til Somebody Loves You» (DJ Joachim Remix)              | 5:33     |  |

## Posicionamiento en listas
| Lista (2013-2014)                           | Mejor posición |
| ------------------------------------------- | -------------- |
| Australia (ARIA)                            | 22             |
| Austria (Ö3 Austria Top 40)                 | 55             |
| Bélgica (Flandes) (Ultratip Bubbling Under) | 28             |
| Bélgica (Valonia) (Ultratip Bubbling Under) | 36             |
| Croacia (Airplay Radio Chart)               | 5              |
| República Checa (Rádio Top 100)             | 49             |
| Francia (SNEP)                              | 158            |
| Alemania (Media Control AG)                 | 54             |
| Hungría (Rádiós Top 40)                     | 5              |
| Irlanda (IRMA)                              | 12             |
| Nueva Zelanda (Recorded Music NZ)           | 17             |
| Rumania (Romanian Top 100)                  | 50             |
| Escocia (Scottish Singles Sales Chart)      | 3              |
| Eslovaquia (Rádio Top 100)                  | 35             |
| España (Top 100 Canciones)                  | 7              |
| Suiza (Schweizer Hitparade)                 | 38             |
| Reino Unido (UK Singles Chart)              | 2              |

| Lista (2013)            | Posición |
| ----------------------- | -------- |
| Hungarian Airplay Chart | 66       |